# 카르페타나역
카르페타나역(스페인어: Carpetana)은 마드리드 지하철 6호선의 역이다. 마드리드 라티나 구와 카라반첼 구에 걸쳐 있으며, 카르페타나 거리 지하에 위치해 있다. 요금구역상으로는 A구역에 속한다.

## 역사
1983년 6월 1일, 6호선 연장구간 개통과 함께 문을 열었다.
2008년~2009년에는 역내 엘레베이터와 기술실 설치로 토공사가 진행됐는데 이 과정에서 화석이 발견되었다. 연대는 마이오세 중기로 추정되며, 포유류의 것으로 추정되었다. 현재 역내 대합실에 화석의 복제품 일부가 전시되어 있다.
2015년 7월 4일부터는 푸에르타 델 앙헬 역에서부터 오포르토 역까지의 구간이 시설개선 공사에 들어가면서 잠시 영업을 중단하였다. 공사 마감기한은 9월 중순이었으며, 그 사이 기간 동안에는 마드리드 지하철공사에서 특별 버스 노선을 편성해 운행하였다. 공사는 2015년 9월 13일에 마무리됐다.

## 환승 정보
역 주변에 버스 정류장이 네 곳 있다.
버스
- 시내버스
  - 17, 25, 55, 119, SE728번 노선 (주간)
  - N16번 노선 (야간)

지하철
| 마드리드 지하철 | 마드리드 지하철       | 마드리드 지하철 |
| --------------- | --------------------- | --------------- |
| 라구나 순환선   | 마드리드 지하철 6호선 | 오포르토 순환선 |